# The Daily Beast
The Daily Beast — американское новостное и аналитическое интернет-издание, освещающее события в политике и поп-культуре. Основано 6 октября 2008 года Тиной Браун — бывшим редактором Vanity Fair и The New Yorker. Главный редактор Джон Авлон описал редакционный подход The Daily Beast так: «Мы ищем сенсационные новости, скандалы и байки о тайных мирах; нам нравится выступать против хулиганов, фанатиков и лицемеров».
Название для издания взято из вымышленной газеты в романе Ивлин Во «Сенсация».
12 ноября 2010 года совместно с журналом Newsweek была создана компания The Newsweek Daily Beast Company.
Согласно данным Alexa Internet, по состоянию на август 2016 года сайт издания занимал 892 место в мире по посещаемости. На сентябрь 2014 года посещаемость сайта составляла 21 млн посетителей в месяц.
Победитель интернет-премии Webby Awards в 2012 и 2013 годах.